# UCI Road Women World Cup
De UCI Road Women World Cup was de officiële wereldbeker wielrennen voor vrouwen, georganiseerd door de Wereldwielerbond. Tussen 1998 en 2015 bestond de wereldbekercyclus jaarlijks uit een aantal eendagskoersen (variërend van zes tot twaalf wedstrijden), waarover een regelmatigheidsklassement werd bijgehouden. In 2016 werd de wereldbeker vervangen door de UCI Women's World Tour, vergelijkbaar met de UCI World Tour voor heren.

## Eindklassementen

### Individueel klassement
| Jaar | Winnares             | Tweede                 | Derde               |
| ---- | -------------------- | ---------------------- | ------------------- |
| 2015 | Lizzie Armitstead    | Anna van der Breggen   | Jolien D'Hoore      |
| 2014 | Lizzie Armitstead    | Emma Johansson         | Marianne Vos        |
| 2013 | Marianne Vos         | Emma Johansson         | Ellen van Dijk      |
| 2012 | Marianne Vos         | Judith Arndt           | Evelyn Stevens      |
| 2011 | Annemiek van Vleuten | Marianne Vos           | Emma Johansson      |
| 2010 | Marianne Vos         | Emma Johansson         | Kirsten Wild        |
| 2009 | Marianne Vos         | Emma Johansson         | Kirsten Wild        |
| 2008 | Judith Arndt         | Suzanne de Goede       | Marianne Vos        |
| 2007 | Marianne Vos         | Nicole Cooke           | Ina-Yoko Teutenberg |
| 2006 | Nicole Cooke         | Ina-Yoko Teutenberg    | Annette Beutler     |
| 2005 | Oenone Wood          | Susanne Ljungskog      | Mirjam Melchers     |
| 2004 | Oenone Wood          | Petra Rossner          | Angela Brodtka      |
| 2003 | Nicole Cooke         | Regina Schleicher      | Mirjam Melchers     |
| 2002 | Petra Rossner        | Mirjam Melchers        | Regina Schleicher   |
| 2001 | Anna Millward        | Mirjam Melchers        | Susanne Ljungskog   |
| 2000 | Diana Žiliūtė        | Pia Sundstedt          | Mirjam Melchers     |
| 1999 | Anna Wilson          | Hanka Kupfernagel      | Tracey Gaudry       |
| 1998 | Diana Žiliūtė        | Alessandra Cappellotto | Deirdre Demet-Barry |

1. 1 2  Anna Wilson is getrouwd in 2000 en veranderde haar achternaam in Milward.

### Ploegenklassement
Het ploegenklassement is ingevoerd in 2006.
| Seizoen | Team                                           |
| ------- | ---------------------------------------------- |
| 2015    | Rabo–Liv                                       |
| 2014    | Rabo–Liv                                       |
| 2013    | Rabobank–Liv Giant                             |
| 2012    | Rabobank Women Cycling Team                    |
| 2011    | Nederland Bloeit                               |
| 2010    | Cervélo TestTeam                               |
| 2009    | Cervélo TestTeam                               |
| 2008    | Velocio–SRAM Pro Cycling                       |
| 2007    | Raleigh–Lifeforce–Creation HB Pro Cycling Team |
| 2006    | Univega Pro Cycling Team                       |

## Winnaars per seizoen

### 1998
| №                       | Datum                   | Wedstrijd                                    | Locatie                        | Winnares               |
| ----------------------- | ----------------------- | -------------------------------------------- | ------------------------------ | ---------------------- |
| #1                      | 29/03                   | Australia World Cup                          | Sydney, Australië              | Dede Barry             |
| #2                      | 07/06                   | Liberty Classic                              | Philadelphia, Verenigde Staten | Petra Rossner          |
| #3                      | 13/06                   | Coupe du Monde Cycliste Féminine de Montréal | Montreal, Canada               | Diana Žiliūtė          |
| #4                      | 09/08                   | Trophée International                        | St. Amand-Montrond, Frankrijk  | Alessandra Cappellotto |
| #5                      | 13/09                   | Ladies Tour Beneden-Maas                     | Spijkenisse, Nederland         | Diana Žiliūtė          |
| #6                      | 27/09                   | Grand Prix Willem Tell                       | Embrach, Zwitserland           | Zulfiya Zabirova       |
| Winnares eindklassement | Winnares eindklassement | Winnares eindklassement                      | Winnares eindklassement        | Diana Žiliūtė          |

### 1999
| №                       | Datum                   | Wedstrijd                                    | Locatie                        | Winnares          |
| ----------------------- | ----------------------- | -------------------------------------------- | ------------------------------ | ----------------- |
| #1                      | 07/03                   | Australia World Cup                          | Canberra, Australië            | Anna Wilson       |
| #2                      | 14/03                   | New Zealand World Cup                        | Hamilton, Nieuw-Zeeland        | Roberta Bonanomi  |
| #3                      | 20/03                   | Primavera Rosa                               | San Remo, Italië               | Sara Felloni      |
| #4                      | 14/04                   | Waalse Pijl                                  | Hoei, België                   | Hanka Kupfernagel |
| #5                      | 30/05                   | Coupe du Monde Cycliste Féminine de Montréal | Montreal, Canada               | Tracey Gaudry     |
| #6                      | 04/06                   | Liberty Classic                              | Philadelphia, Verenigde Staten | Petra Rossner     |
| #7                      | 08/08                   | Trophée International                        | St. Amand-Montrond, Frankrijk  | Vanja Vonckx      |
| #8                      | 09/09                   | Ladies Tour Beneden-Maas                     | Spijkenisse, Nederland         | Petra Rossner     |
| #9                      | 26/09                   | Grand Prix Willem Tell                       | Embrach, Zwitserland           | Anna Wilson       |
| Winnares eindklassement | Winnares eindklassement | Winnares eindklassement                      | Winnares eindklassement        | Anna Wilson       |

### 2000
| №                       | Datum                   | Wedstrijd                                    | Locatie                        | Winnares          |
| ----------------------- | ----------------------- | -------------------------------------------- | ------------------------------ | ----------------- |
| #1                      | 10/03                   | Australia World Cup                          | Canberra, Australië            | Anna Wilson       |
| #2                      | 18/03                   | Primavera Rosa                               | San Remo, Italië               | Diana Žiliūtė     |
| #3                      | 12/04                   | Waalse Pijl                                  | Hoei, België                   | Geneviève Jeanson |
| #4                      | 03/06                   | Coupe du Monde Cycliste Féminine de Montréal | Montreal, Canada               | Pia Sundstedt     |
| #5                      | 04/06                   | Liberty Classic                              | Philadelphia, Verenigde Staten | Petra Rossner     |
| #6                      | 27/08                   | Rotterdam Tour                               | Rotterdam, Nederland           | Chantal Beltman   |
| #7                      | 08/09                   | Grand Prix Willem Tell                       | Embrach, Zwitserland           | Pia Sundstedt     |
| Winnares eindklassement | Winnares eindklassement | Winnares eindklassement                      | Winnares eindklassement        | Diana Žiliūtė     |

### 2001
| №                       | Datum                   | Wedstrijd                                    | Locatie                        | Winnares          |
| ----------------------- | ----------------------- | -------------------------------------------- | ------------------------------ | ----------------- |
| #1                      | 10/03                   | Australia World Cup                          | Canberra, Australië            | Anna Millward     |
| #2                      | 18/03                   | New Zealand World Cup                        | Hamilton, Nieuw-Zeeland        | Anna Millward     |
| #3                      | 24/03                   | Primavera Rosa                               | San Remo, Italië               | Susanne Ljungskog |
| #4                      | 18/04                   | Waalse Pijl                                  | Hoei, België                   | Fabiana Luperini  |
| #5                      | 03/06                   | Coupe du Monde Cycliste Féminine de Montréal | Montreal, Canada               | Geneviève Jeanson |
| #6                      | 10/06                   | Liberty Classic                              | Philadelphia, Verenigde Staten | Petra Rossner     |
| #7                      | 03/08                   | Trophée International                        | St. Amand-Montrond, Frankrijk  | Olga Sljoesarjova |
| #8                      | 08/09                   | GP Suisse Féminin                            | Embrach, Zwitserland           | Susanne Ljungskog |
| #9                      | 15/09                   | Rotterdam Tour                               | Rotterdam, Nederland           | Judith Arndt      |
| Winnares eindklassement | Winnares eindklassement | Winnares eindklassement                      | Winnares eindklassement        | Anna Millward     |

### 2002
| №                       | Datum                   | Wedstrijd                                    | Locatie                    | Winnares             |
| ----------------------- | ----------------------- | -------------------------------------------- | -------------------------- | -------------------- |
| #1                      | 03/03                   | Australia World Cup                          | Snowy Mountains, Australië | Petra Rossner        |
| #2                      | 10/03                   | New Zealand World Cup                        | Hamilton, Nieuw-Zeeland    | Petra Rossner        |
| #3                      | 23/03                   | Primavera Rosa                               | San Remo, Italië           | Mirjam Melchers      |
| #4                      | 17/04                   | Waalse Pijl                                  | Hoei, België               | Fabiana Luperini     |
| #5                      | 21/04                   | GP Castilla y León                           | Valladolid, Spanje         | Regina Schleicher    |
| #6                      | 02/06                   | Coupe du Monde Cycliste Féminine de Montréal | Montreal, Canada           | Dede Barry           |
| #7                      | 24/08                   | GP Ouest France-Plouay                       | Plouay, Frankrijk          | Regina Schleicher    |
| #8                      | 08/09                   | GP Suisse Féminin                            | Embrach, Zwitserland       | Svetlana Boebnenkova |
| #9                      | 15/09                   | Rotterdam Tour                               | Rotterdam, Nederland       | Petra Rossner        |
| Winnares eindklassement | Winnares eindklassement | Winnares eindklassement                      | Winnares eindklassement    | Petra Rossner        |

### 2003
| №                       | Datum                   | Wedstrijd                                    | Locatie                 | Winnares          |
| ----------------------- | ----------------------- | -------------------------------------------- | ----------------------- | ----------------- |
| #1                      | 02/03                   | Australia World Cup                          | Geelong, Australië      | Sara Carrigan     |
| #2                      | 22/03                   | Primavera Rosa                               | San Remo, Italië        | Zoelfia Zabirova  |
| #3                      | 30/03                   | GP Castilla y León                           | Valladolid, Spanje      | Mirjam Melchers   |
| #4                      | 20/04                   | Amstel Gold Race                             | Valkenburg, Nederland   | Nicole Cooke      |
| #5                      | 23/04                   | Waalse Pijl                                  | Hoei, België            | Nicole Cooke      |
| #6                      | 31/05                   | Coupe du Monde Cycliste Féminine de Montréal | Montreal, Canada        | Geneviève Jeanson |
| #7                      | 23/08                   | GP Ouest France-Plouay                       | Plouay, Frankrijk       | Nicole Cooke      |
| #8                      | 31/08                   | Rund um die Nürnberger Altstadt              | Neurenberg, Duitsland   | Diana Žiliūtė     |
| #9                      | 07/09                   | Rotterdam Tour                               | Rotterdam, Nederland    | Chantal Beltman   |
| Winnares eindklassement | Winnares eindklassement | Winnares eindklassement                      | Winnares eindklassement | Nicole Cooke      |

### 2004
| №                       | Datum                   | Wedstrijd                                    | Locatie                 | Winnares          |
| ----------------------- | ----------------------- | -------------------------------------------- | ----------------------- | ----------------- |
| #1                      | 29/02                   | Australia World Cup                          | Geelong, Australië      | Oenone Wood       |
| #2                      | 20/03                   | Primavera Rosa                               | San Remo, Italië        | Zoelfia Zabirova  |
| #3                      | 28/03                   | GP Castilla y León                           | Valladolid, Spanje      | Angela Brodtka    |
| #4                      | 04/04                   | Ronde van Vlaanderen                         | Meerbeke, België        | Zoelfia Zabirova  |
| #5                      | 21/04                   | Waalse Pijl                                  | Hoei, België            | Sonia Huguet      |
| #6                      | 29/05                   | Coupe du Monde Cycliste Féminine de Montréal | Montreal, Canada        | Geneviève Jeanson |
| #7                      | 29/08                   | GP Ouest France-Plouay                       | Plouay, Frankrijk       | Edita Pučinskaitė |
| #8                      | 05/09                   | Rotterdam Tour                               | Rotterdam, Nederland    | Petra Rossner     |
| #9                      | 11/09                   | Rund um die Nürnberger Altstadt              | Neurenberg, Duitsland   | Petra Rossner     |
| Winnares eindklassement | Winnares eindklassement | Winnares eindklassement                      | Winnares eindklassement | Oenone Wood       |

### 2005
| №                       | Datum                   | Wedstrijd                                    | Locatie                 | Winnares                   |
| ----------------------- | ----------------------- | -------------------------------------------- | ----------------------- | -------------------------- |
| #1                      | 27/02                   | Australia World Cup                          | Geelong, Australië      | Rochelle Gilmore           |
| #2                      | 06/03                   | New Zealand World Cup                        | Hamilton, Nieuw-Zeeland | Suzanne de Goede           |
| #3                      | 19/03                   | Primavera Rosa                               | San Remo, Italië        | Trixi Worrack              |
| #4                      | 03/04                   | Ronde van Vlaanderen                         | Meerbeke, België        | Mirjam Melchers-Van Poppel |
| #5                      | 20/04                   | Waalse Pijl                                  | Hoei, België            | Nicole Cooke               |
| #6                      | 08/05                   | GP Castilla y León                           | Valladolid, Spanje      | Susanne Ljungskog          |
| #7                      | 28/05                   | Coupe du Monde Cycliste Féminine de Montréal | Montreal, Canada        | Geneviève Jeanson          |
| #8                      | 21/08                   | Grand Prix of Wales                          | Cardiff, Wales          | Judith Arndt               |
| #9                      | 27/08                   | GP Ouest France-Plouay                       | Plouay, Frankrijk       | Noemi Cantele              |
| #10                     | 04/09                   | Rotterdam Tour                               | Rotterdam, Nederland    | Ina-Yoko Teutenberg        |
| #11                     | 11/09                   | Rund um die Nürnberger Altstadt              | Neurenberg, Duitsland   | Giorgia Bronzini           |
| Winnares eindklassement | Winnares eindklassement | Winnares eindklassement                      | Winnares eindklassement | Oenone Wood                |

### 2006
| №                       | Datum                   | Wedstrijd                                    | Locatie                 | Winnares                   |
| ----------------------- | ----------------------- | -------------------------------------------- | ----------------------- | -------------------------- |
| #1                      | 26/02                   | Australia World Cup                          | Geelong, Australië      | Ina-Yoko Teutenberg        |
| #2                      | 05/03                   | New Zealand World Cup                        | Hamilton, Nieuw-Zeeland | Sarah Ulmer                |
| #3                      | 02/04                   | Ronde van Vlaanderen                         | Meerbeke, België        | Mirjam Melchers-Van Poppel |
| #4                      | 19/04                   | Waalse Pijl                                  | Hoei, België            | Nicole Cooke               |
| #5                      | 23/04                   | Ronde van Bern                               | Bern, Zwitserland       | Zoelfia Zabirova           |
| #6                      | 07/05                   | GP Castilla y León                           | Valladolid, Spanje      | Nicole Cooke               |
| #7                      | 27/05                   | Coupe du Monde Cycliste Féminine de Montréal | Montreal, Canada        | Judith Arndt               |
| #8                      | 28/07                   | Open de Suède Vårgårda                       | Vårgårda, Zweden        | Susanne Ljungskog          |
| #9                      | 30/07                   | The Ladies Golden Hour (ploegentijdrit)      | Denemarken              | Univega Pro Cycling Team   |
| #10                     | 26/08                   | GP Ouest France-Plouay                       | Plouay, Frankrijk       | Nicole Brändli             |
| #11                     | 03/09                   | Rotterdam Tour                               | Rotterdam, Nederland    | Ina-Yoko Teutenberg        |
| #12                     | 10/09                   | Rund um die Nürnberger Altstadt              | Neurenberg, Duitsland   | Regina Schleicher          |
| Winnares eindklassement | Winnares eindklassement | Winnares eindklassement                      | Winnares eindklassement | Nicole Cooke               |

### 2007
| №                       | Datum                   | Wedstrijd                                    | Locatie                 | Winnares          |
| ----------------------- | ----------------------- | -------------------------------------------- | ----------------------- | ----------------- |
| #1                      | 03/03                   | Australia World Cup                          | Geelong, Australië      | Nicole Cooke      |
| #2                      | 08/04                   | Ronde van Vlaanderen                         | Meerbeke, België        | Nicole Cooke      |
| #3                      | 12/04                   | Ronde van Drenthe                            | Drenthe, Nederland      | Adrie Visser      |
| #4                      | 25/04                   | Waalse Pijl                                  | Hoei, België            | Marianne Vos      |
| #5                      | 13/05                   | Ronde van Bern                               | Bern, Zwitserland       | Edita Pučinskaitė |
| #6                      | 02/06                   | Coupe du Monde Cycliste Féminine de Montréal | Montreal, Canada        | Fabiana Luperini  |
| #7                      | 05/08                   | Open de Suède Vårgårda                       | Vårgårda, Zweden        | Chantal Beltman   |
| #8                      | 01/09                   | GP Ouest France-Plouay                       | Plouay, Frankrijk       | Noemi Cantele     |
| #9                      | 16/09                   | Rund um die Nürnberger Altstadt              | Neurenberg, Duitsland   | Marianne Vos      |
| Winnares eindklassement | Winnares eindklassement | Winnares eindklassement                      | Winnares eindklassement | Marianne Vos      |

### 2008
| №                       | Datum                   | Wedstrijd                                    | Locatie                 | Winnares             |
| ----------------------- | ----------------------- | -------------------------------------------- | ----------------------- | -------------------- |
| #1                      | 24/02                   | Australia World Cup                          | Geelong, Australië      | Katheryn Mattis      |
| #2                      | 24/03                   | Trofeo Alfredo Binda-Comune di Cittiglio     | Cittiglio, Italië       | Emma Pooley          |
| #3                      | 06/04                   | Ronde van Vlaanderen                         | Meerbeke, België        | Judith Arndt         |
| #4                      | 12/04                   | Ronde van Drenthe                            | Drenthe, Nederland      | Chantal Beltman      |
| #5                      | 23/04                   | Waalse Pijl                                  | Hoei, België            | Marianne Vos         |
| #6                      | 04/05                   | Ronde van Bern                               | Bern, Zwitserland       | Susanne Ljungskog    |
| #7                      | 31/05                   | Coupe du Monde Cycliste Féminine de Montréal | Montreal, Canada        | Judith Arndt         |
| #8                      | 30/07                   | Open de Suède Vårgårda                       | Vårgårda, Zweden        | Kori Kelley Seehafer |
| #9                      | 01/08                   | Open de Suède Vårgårda (ploegentijdrit)      | Vårgårda, Zweden        | Cervélo Lifeforce    |
| #10                     | 24/08                   | GP Ouest France-Plouay                       | Plouay, Frankrijk       | Fabiana Luperini     |
| #11                     | 16/09                   | Rund um die Nürnberger Altstadt              | Neurenberg, Duitsland   | Judith Arndt         |
| Winnares eindklassement | Winnares eindklassement | Winnares eindklassement                      | Winnares eindklassement | Judith Arndt         |

### 2009
| №                       | Datum                   | Wedstrijd                                    | Locatie                 | Winnares            |
| ----------------------- | ----------------------- | -------------------------------------------- | ----------------------- | ------------------- |
| #1                      | 29/03                   | Trofeo Alfredo Binda-Comune di Cittiglio     | Cittiglio, Italië       | Marianne Vos        |
| #2                      | 05/04                   | Ronde van Vlaanderen                         | Meerbeke, België        | Ina-Yoko Teutenberg |
| #3                      | 13/04                   | Ronde van Drenthe                            | Drenthe, Nederland      | Emma Johansson      |
| #4                      | 22/04                   | Waalse Pijl                                  | Hoei, België            | Marianne Vos        |
| #5                      | 10/05                   | Ronde van Bern                               | Bern, Zwitserland       | Kristin Armstrong   |
| #6                      | 30/05                   | Coupe du Monde Cycliste Féminine de Montréal | Montreal, Canada        | Emma Pooley         |
| #7                      | 31/07                   | Open de Suède Vårgårda (ploegentijdrit)      | Vårgårda, Zweden        | Cervélo TestTeam    |
| #8                      | 02/08                   | Open de Suède Vårgårda                       | Vårgårda, Zweden        | Marianne Vos        |
| #9                      | 22/08                   | GP Ouest France-Plouay                       | Plouay, Frankrijk       | Emma Pooley         |
| #10                     | 13/09                   | Rund um die Nürnberger Altstadt              | Neurenberg, Duitsland   | Kirsten Wild        |
| Winnares eindklassement | Winnares eindklassement | Winnares eindklassement                      | Winnares eindklassement | Marianne Vos        |

### 2010
| №                       | Datum                   | Wedstrijd                                | Locatie                 | Winnares            |
| ----------------------- | ----------------------- | ---------------------------------------- | ----------------------- | ------------------- |
| #1                      | 28/03                   | Trofeo Alfredo Binda-Comune di Cittiglio | Cittiglio, Italië       | Marianne Vos        |
| #2                      | 04/04                   | Ronde van Vlaanderen                     | Meerbeke, België        | Grace Verbeke       |
| #3                      | 12/04                   | Ronde van Drenthe                        | Drenthe, Nederland      | Loes Gunnewijk      |
| #4                      | 21/04                   | Waalse Pijl                              | Hoei, België            | Emma Pooley         |
| #5                      | 09/05                   | Ronde van Chongming                      | Chongming, China        | Ina-Yoko Teutenberg |
| #6                      | 06/06                   | GP Ciudad de Valladolid                  | Valladolid, Spanje      | Charlotte Becker    |
| #7                      | 30/07                   | Open de Suède Vårgårda (ploegentijdrit)  | Vårgårda, Zweden        | Cervélo TestTeam    |
| #8                      | 01/08                   | Open de Suède Vårgårda                   | Vårgårda, Zweden        | Kirsten Wild        |
| #9                      | 21/08                   | GP Ouest France-Plouay                   | Plouay, Frankrijk       | Emma Pooley         |
| Winnares eindklassement | Winnares eindklassement | Winnares eindklassement                  | Winnares eindklassement | Marianne Vos        |

### 2011
| №                       | Datum                   | Wedstrijd                                | Locatie                 | Winnares             |
| ----------------------- | ----------------------- | ---------------------------------------- | ----------------------- | -------------------- |
| #1                      | 27/03                   | Trofeo Alfredo Binda-Comune di Cittiglio | Cittiglio, Italië       | Emma Pooley          |
| #2                      | 03/04                   | Ronde van Vlaanderen                     | Meerbeke, België        | Annemiek van Vleuten |
| #3                      | 16/04                   | Ronde van Drenthe                        | Drenthe, Nederland      | Marianne Vos         |
| #4                      | 20/04                   | Waalse Pijl                              | Hoei, België            | Marianne Vos         |
| #5                      | 15/05                   | Ronde van Chongming                      | Chongming, China        | Ina-Yoko Teutenberg  |
| #6                      | 05/06                   | GP Ciudad de Valladolid                  | Valladolid, Spanje      | Marianne Vos         |
| #7                      | 29/07                   | Open de Suède Vårgårda (ploegentijdrit)  | Vårgårda, Zweden        | HTC-Highroad Women   |
| #8                      | 31/07                   | Open de Suède Vårgårda                   | Vårgårda, Zweden        | Annemiek van Vleuten |
| #9                      | 27/08                   | GP Ouest France-Plouay                   | Plouay, Frankrijk       | Annemiek van Vleuten |
| Winnares eindklassement | Winnares eindklassement | Winnares eindklassement                  | Winnares eindklassement | Annemiek van Vleuten |

### 2012
| №                       | Datum                   | Wedstrijd                                | Locatie                 | Winnares                   |
| ----------------------- | ----------------------- | ---------------------------------------- | ----------------------- | -------------------------- |
| #1                      | 10/03                   | Ronde van Drenthe                        | Drenthe, Nederland      | Marianne Vos               |
| #2                      | 25/03                   | Trofeo Alfredo Binda-Comune di Cittiglio | Cittiglio, Italië       | Marianne Vos               |
| #3                      | 01/04                   | Ronde van Vlaanderen                     | Oudenaarde, België      | Judith Arndt               |
| #4                      | 18/04                   | Waalse Pijl                              | Hoei, België            | Evelyn Stevens             |
| #5                      | 13/08                   | Ronde van Chongming                      | Chongming, China        | Shelley Olds               |
| #6                      | 17/08                   | Open de Suède Vårgårda (ploegentijdrit)  | Vårgårda, Zweden        | Team Specialized-lululemon |
| #7                      | 19/08                   | Open de Suède Vårgårda                   | Vårgårda, Zweden        | Iris Slappendel            |
| #8                      | 25/08                   | GP Ouest France-Plouay                   | Plouay, Frankrijk       | Marianne Vos               |
| Winnares eindklassement | Winnares eindklassement | Winnares eindklassement                  | Winnares eindklassement | Marianne Vos               |

### 2013
| №                       | Datum                   | Wedstrijd                                | Locatie                 | Winnares                   |
| ----------------------- | ----------------------- | ---------------------------------------- | ----------------------- | -------------------------- |
| #1                      | 09/03                   | Ronde van Drenthe                        | Drenthe, Nederland      | Marianne Vos               |
| #2                      | 24/03                   | Trofeo Alfredo Binda-Comune di Cittiglio | Cittiglio, Italië       | Elisa Longo Borghini       |
| #3                      | 31/03                   | Ronde van Vlaanderen                     | Oudenaarde, België      | Marianne Vos               |
| #4                      | 17/04                   | Waalse Pijl                              | Hoei, België            | Marianne Vos               |
| #5                      | 12/05                   | Ronde van Chongming                      | Chongming, China        | Tetjana Riabtsjenko        |
| #6                      | 16/08                   | Open de Suède Vårgårda (ploegentijdrit)  | Vårgårda, Zweden        | Team Specialized-lululemon |
| #7                      | 18/08                   | Open de Suède Vårgårda                   | Vårgårda, Zweden        | Marianne Vos               |
| #8                      | 31/08                   | GP Ouest France-Plouay                   | Plouay, Frankrijk       | Marianne Vos               |
| Winnares eindklassement | Winnares eindklassement | Winnares eindklassement                  | Winnares eindklassement | Marianne Vos               |

### 2014
| №                       | Datum                   | Wedstrijd                                | Locatie                 | Winnares                   |
| ----------------------- | ----------------------- | ---------------------------------------- | ----------------------- | -------------------------- |
| #1                      | 15/03                   | Ronde van Drenthe                        | Drenthe, Nederland      | Lizzie Armitstead          |
| #2                      | 30/03                   | Trofeo Alfredo Binda-Comune di Cittiglio | Cittiglio, Italië       | Emma Johansson             |
| #3                      | 06/04                   | Ronde van Vlaanderen                     | Oudenaarde, België      | Ellen van Dijk             |
| #4                      | 23/04                   | Waalse Pijl                              | Hoei, België            | Pauline Ferrand-Prevot     |
| #5                      | 18/05                   | Ronde van Chongming                      | Chongming, China        | Kirsten Wild               |
| #6                      | 03/08                   | Sparkassen Giro                          | Bochum, Duitsland       | Marianne Vos               |
| #7                      | 22/08                   | Open de Suède Vårgårda (ploegentijdrit)  | Vårgårda, Zweden        | Team Specialized-lululemon |
| #8                      | 24/08                   | Open de Suède Vårgårda                   | Vårgårda, Zweden        | Chantal Blaak              |
| #9                      | 30/08                   | GP Ouest France-Plouay                   | Plouay, Frankrijk       | Lucinda Brand              |
| Winnares eindklassement | Winnares eindklassement | Winnares eindklassement                  | Winnares eindklassement | Lizzie Armitstead          |

### 2015
| №                       | Datum                   | Wedstrijd                                | Locatie                        | Winnares             |
| ----------------------- | ----------------------- | ---------------------------------------- | ------------------------------ | -------------------- |
| #1                      | 14/03                   | Ronde van Drenthe                        | Drenthe, Nederland             | Jolien D'Hoore       |
| #2                      | 29/03                   | Trofeo Alfredo Binda-Comune di Cittiglio | Cittiglio, Italië              | Lizzie Armitstead    |
| #3                      | 05/04                   | Ronde van Vlaanderen                     | Oudenaarde, België             | Elisa Longo Borghini |
| #4                      | 22/04                   | Waalse Pijl                              | Hoei, België                   | Anna van der Breggen |
| #5                      | 17/05                   | Ronde van Chongming                      | Chongming, China               | Giorgia Bronzini     |
| #6                      | 07/06                   | Philadelphia Cycling Classic             | Philadelphia, Verenigde Staten | Lizzie Armitstead    |
| #7                      | 02/08                   | Sparkassen Giro                          | Bochum, Duitsland              | Barbara Guarischi    |
| #8                      | 21/08                   | Open de Suède Vårgårda (ploegentijdrit)  | Vårgårda, Zweden               | Rabobank-Liv Woman   |
| #9                      | 23/08                   | Open de Suède Vårgårda                   | Vårgårda, Zweden               | Jolien D'Hoore       |
| #10                     | 29/08                   | GP Ouest France-Plouay                   | Plouay, Frankrijk              | Lizzie Armitstead    |
| Winnares eindklassement | Winnares eindklassement | Winnares eindklassement                  | Winnares eindklassement        | Lizzie Armitstead    |